# Aquarium Live No. 4
Aquarium Live No. 4 – koncertowy album zespołu Old Timers, grającego jazz tradycyjny. Nagrania zrealizowano 1 i 2 lipca 1977 w Klubie Jazzowym Akwarium w Warszawie. LP wydany został w 1977 przez PolJazz, w ramach Klubu Płytowego PSJ. Reedycja na CD ukazała się w 2009 nakładem firmy Anex (CD AN 306).

## Muzycy
- Henryk Majewski – trąbka
- Janusz Kwiecień – klarnet
- Zbigniew Konopczyński – puzon
- Tomasz Ochalski – fortepian
- Jerzy Stawarz – kontrabas
- Henryk Stefański – banjo, gitara
- Tadeusz Federowski – perkusja

## Lista utworów
Strona A
| 1. | "Shem-Me-Sha-Wabble" 1(Spencer Williams)                   | 5:00  |
|    |                                                            |       |
| 2. | "If I Had You" (Ted Shapiro, Jimmy Campbell, Reg Connelly) | 4:40  |
|    |                                                            |       |
| 3. | "Memories of You (Andy Razaf, Eubie Blake)                 | 3:55  |
|    |                                                            |       |
| 4. | "Struttin' with Some Barbecue" (Lil Hardin Armstrong)      | 5:55  |
|    | 1 właśc. "Shim-Me-Sha-Wabble".                             |       |
|    |                                                            | 19:30 |
|    |                                                            |       |
Strona B
| 5. | "Squaty Roo" (Johnny Hodges)                                                 | 6:50  |
|    |                                                                              |       |
| 6. | "Do You Know What It Means to Miss New Orleans" (Louis Alter, Eddie DeLange) | 5:40  |
|    |                                                                              |       |
| 7. | "In the Mood" (Joe Garland, Andy Razaf)                                      | 6:00  |
|    |                                                                              |       |
|    |                                                                              | 18:30 |
|    |                                                                              |       |

## Informacje uzupełniające
- Reżyseria dźwięku – Andrzej Lipiński, Leszek Wójcik
- Redakcja – Marek Cabanowski
- Redakcja graficzna i techniczna okładki oryginalnej – Krzysztof Jusewicz
- Adaptacja do wydania CD – Darek Swędzikowski
- Projekt graficzny okładki i zdjęcia – Piotr Kłosek